# 닛산 피가로

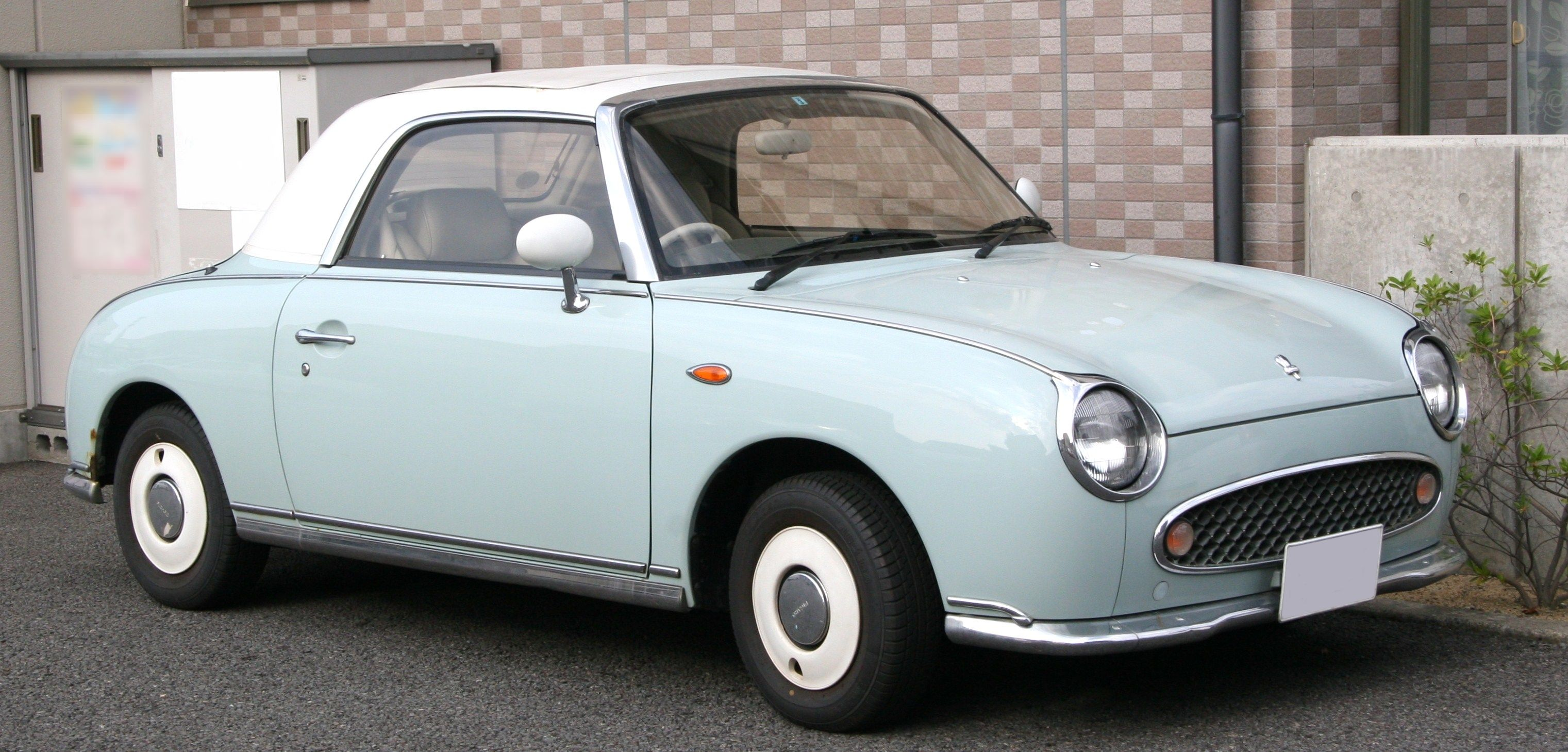
닛산 피가로 정측면

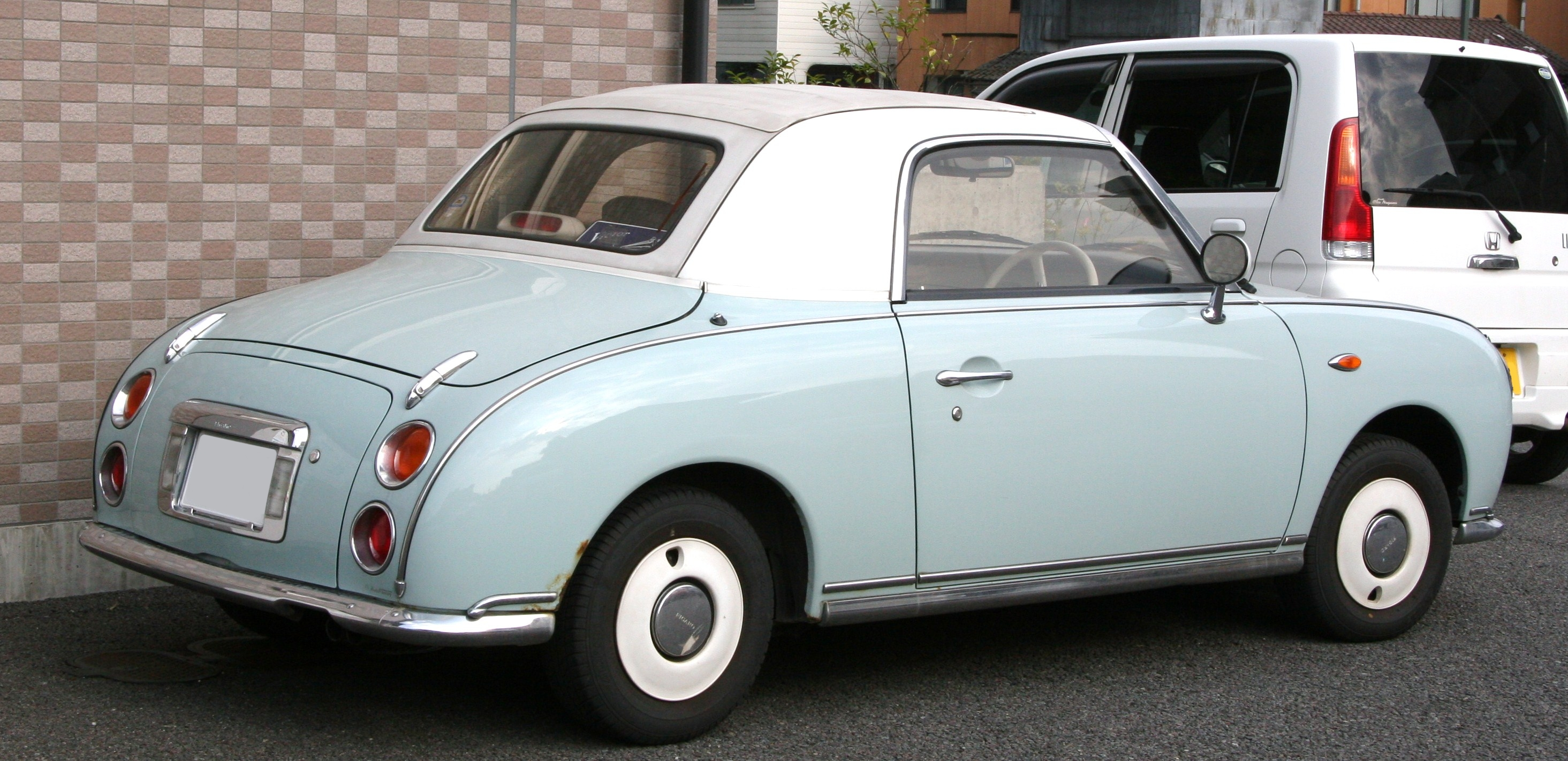
닛산 피가로 후측면

닛산 피가로(Nissan Figaro)는 일본의 자동차 회사인 닛산에서 출시한 자동차이다. 소형차 마치의 플랫폼을 바탕으로 만든 2도어의 소형 컨버터블이며, 수동으로 개폐할 수 있는 캔버스 톱과 가죽 시트 등을 갖추고 있었다. 1991년 2월 14일에 20,000대 한정으로 발매되었고, 그해 8월까지 3회로 나누어 추첨하는 방식을 통해 판매되었다. 1992년에 재고 소진으로 인해 후속 없이 단종되었다.

## 제원
- 전장(mm) : 3,740
- 전폭(mm) : 1,630
- 전고(mm) : 1,365
- 축거(mm) : 2,300
- 윤거(전, mm) : 1,350
- 윤거(후, mm) : 1,335
- 승차정원 : 4명
- 변속기 : 자동 3단
- 서스펜션(전/후) : 맥퍼슨 스트럿/4 링크+스태빌라이져
- 구동형식 : 전륜 구동

| 구분               | 1.0        |
| ------------------ | ---------- |
| 엔진 형식          | MA10ET     |
| 연료               | 가솔린     |
| 배기량(cc)         | 987        |
| 최고출력(ps/rpm)   | 76/6,000   |
| 최대토크(kg*m/rpm) | 10.8/4,400 |
| 공차중량(kg)       | 810(자동)  |